# Bruck an der Mur
Bruck an der Mur là một thành phố có khoảng 13.000 dân ở bang Styria của Áo. Thị trấn nằm ở nơi hợp lưu các sông Mur và Mürz. Các ngành chính của thành phố gồm sản xuất kim loại, giấy. Thành phố là nơi giao cắt tuyết đường sắt quan trọng.
Thành phố được lập năm 1263 bởi vua Otakar II của Bohemia. Bruck an der Mur đã từng là một trung tâm thương mại quan trọng thời Trung cổ. Thành phố có nhà thờ theo phong cách Gô tích thế kỷ 15.